# 麗安邨
麗安邨（英語：Lai On Estate）是香港的一個公共屋邨，位於九龍深水埗荔枝角道420號，在1989年11月開始興建，並於1993年入伙，由香港房屋委員會負責屋邨管理。
怡靖苑（英語：Yee Ching Court）是深水埗區的居屋屋苑，位於深水埗長沙灣道311號，位處於麗安邨東北面，屋苑於1993年落成，共有三座樓宇。

## 歷史
麗安邨位於欽州街西面的填海地，原址是深水埗軍營及越南難民營，麗安邨的興建與深水埗軍營及越南難民營是息息相關的。
深水埗軍營於1927年開始使用，軍營分為「南京軍營」和「銀禧軍營」。第二次世界大戰時，日軍攻佔香港，日軍把軍營改變為戰俘集中營，用以囚禁當時駐港而被俘虜的加拿大、印度和英國籍的士兵。第二次世界大戰後英軍重新使用深水埗軍營至1977年關閉，部份便建成了麗閣邨及深水埗公園。
而香港政府於1979年宣布香港成為「第一收容港」，軍營其餘的位置改建為「越南船民營」。越南船民營於1989年11月關閉後，其位置建成了麗安邨、怡靖苑和西九龍中心。由於本邨及怡靖苑位於舊啟德機場的高度限制圈內，所以使用了和諧1A型。麗安邨和怡靖苑於1991年1月動工打樁，至1993年首季入伙，西九龍中心於1994年啟用。而麗安邨鄰近長沙灣道和荔枝角道，而長沙灣道是各條大部份來往新界西的巴士線必經之路，交通十分方便。麗安邨亦同時鄰近西九龍中心，擁有完善的生活需要設施。

## 屋邨資料

### 樓宇

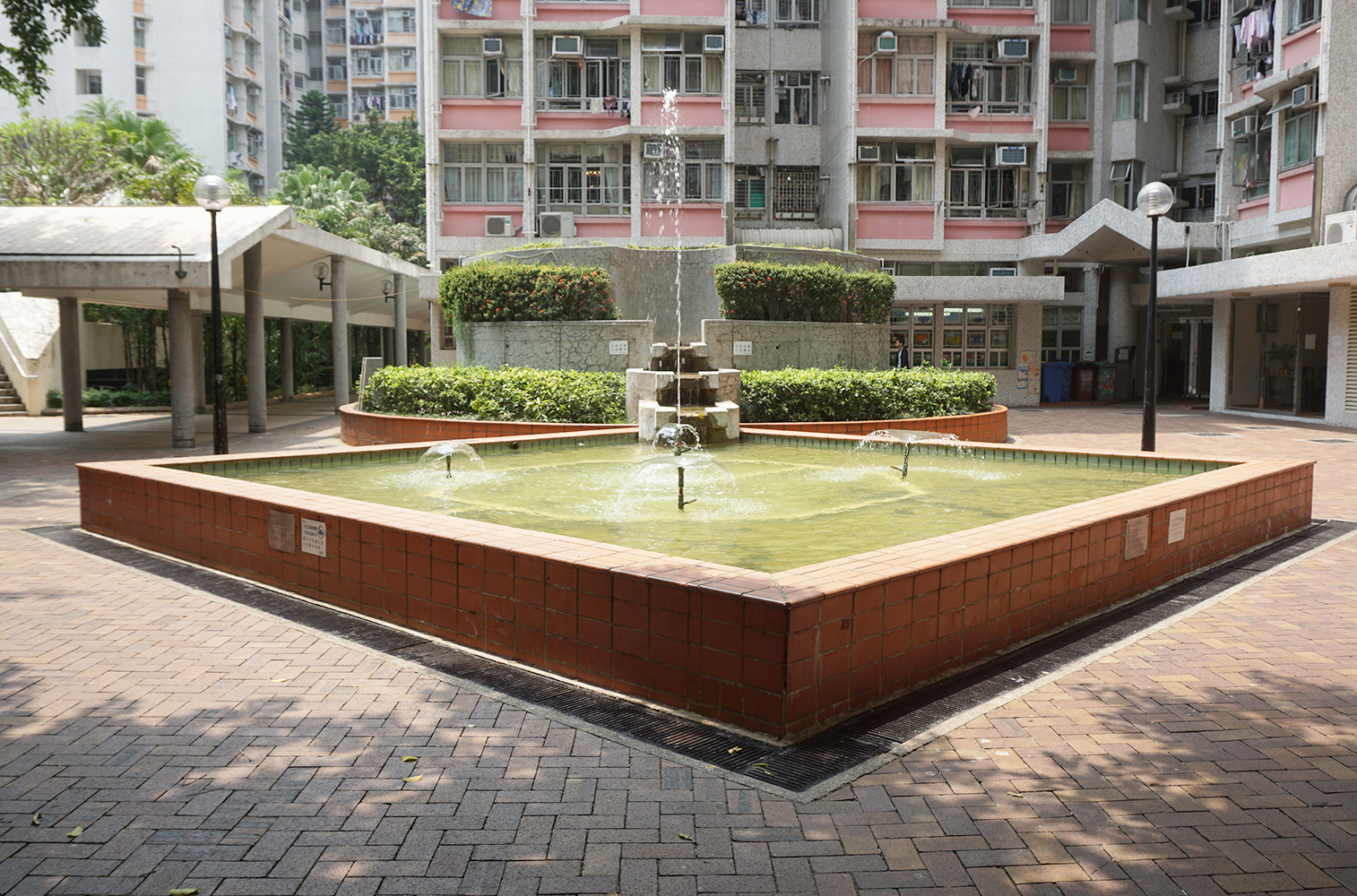
怡靖苑有蓋行人通道及噴水池

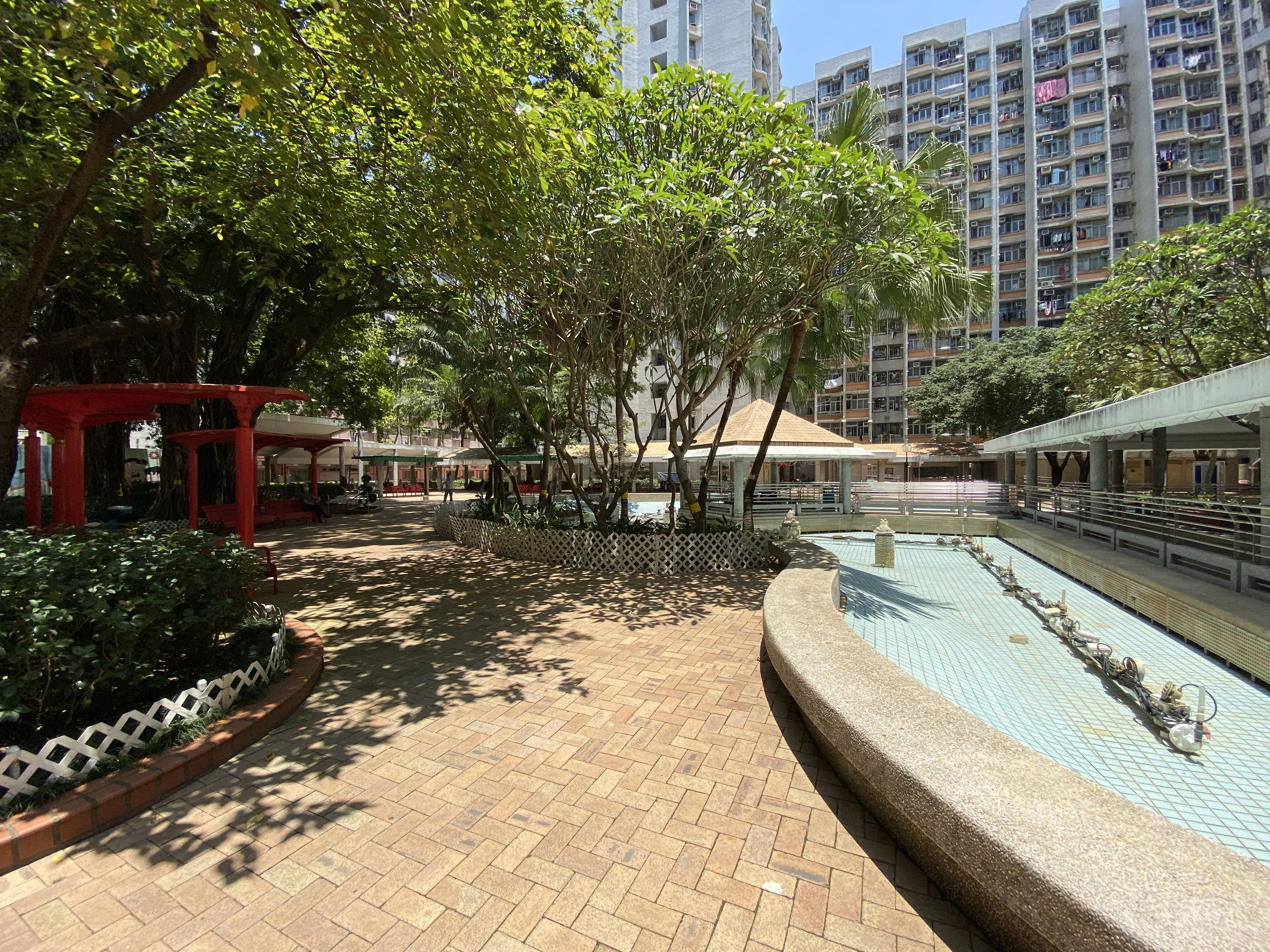
麗安邨內的水景已停用

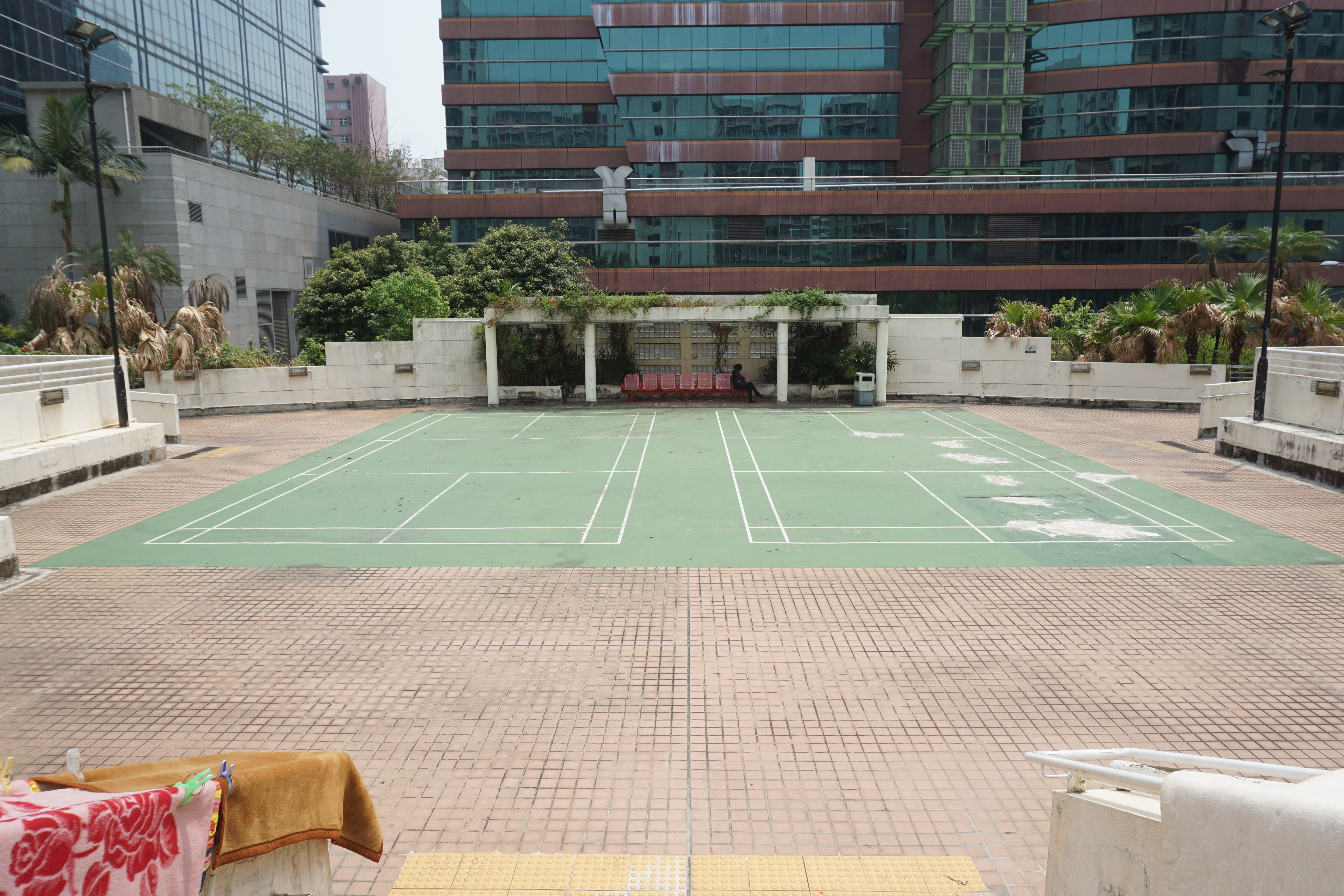
停車場平台上的羽毛球場

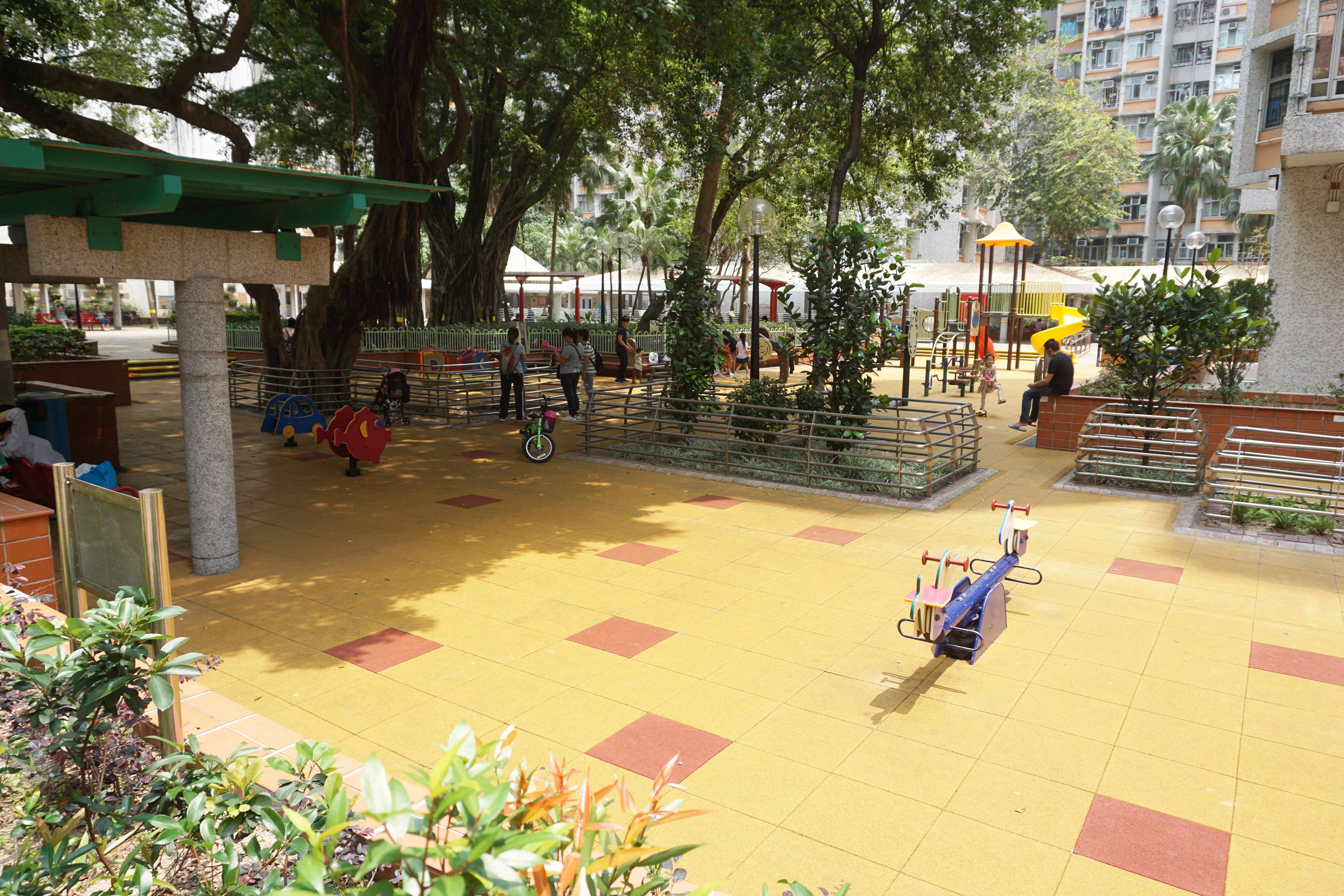
麗安邨彈簧椅、團團轉、搖搖板、滑梯及健體區

#### 麗安邨
| 樓宇名稱（座號） | 樓宇類型                  | 落成年份 | 樓宇層數 （住宅層數） | 每層伙數 | 每座單位總數（伙） | 建築師       | 承建商   | 提供升降機的廠商    |
| ---------------- | ------------------------- | -------- | --------------------- | -------- | ------------------ | ------------ | -------- | ------------------- |
| 麗德樓（第1座）  | 和諧1A型 （第一代第二款） | 1993年   | 14                    | 20       | 280                | 房屋署建築師 | 有利建築 | 英國通用電氣-快而安 |
| 麗廉樓（第2座）  | 和諧1A型 （第一代第二款） | 1993年   | 14                    | 20       | 280                | 房屋署建築師 | 有利建築 | 英國通用電氣-快而安 |
| 麗榮樓（第3座）  | 和諧1A型 （第一代第二款） | 1993年   | 14                    | 20       | 280                | 房屋署建築師 | 有利建築 | 英國通用電氣-快而安 |
| 麗正樓（第4座）  | 和諧1A型 （第一代第二款） | 1993年   | 14                    | 20       | 280                | 房屋署建築師 | 有利建築 | 英國通用電氣-快而安 |
| 麗平樓（第5座）  | 和諧1A型 （第一代第二款） | 1993年   | 14                    | 20       | 280                | 房屋署建築師 | 有利建築 | 英國通用電氣-快而安 |

#### 怡靖苑
| 樓宇名稱（座號） | 樓宇類型                  | 落成年份 | 樓宇層數 （住宅層數） | 每層伙數 | 每座單位總數（伙） | 建築師       | 承建商   | 提供升降機的廠商    |
| ---------------- | ------------------------- | -------- | --------------------- | -------- | ------------------ | ------------ | -------- | ------------------- |
| 閒靜閣（A座）    | 和諧1A型 （第一代第四款） | 1993年   | 14                    | 16       | 224                | 房屋署建築師 | 有利建築 | 英國通用電氣-快而安 |
| 寧靜閣（B座）    | 和諧1A型 （第一代第四款） | 1993年   | 14                    | 16       | 224                | 房屋署建築師 | 有利建築 | 英國通用電氣-快而安 |
| 逸靜閣（C座）    | 和諧1A型 （第一代第四款） | 1993年   | 14                    | 16       | 224                | 房屋署建築師 | 有利建築 | 英國通用電氣-快而安 |

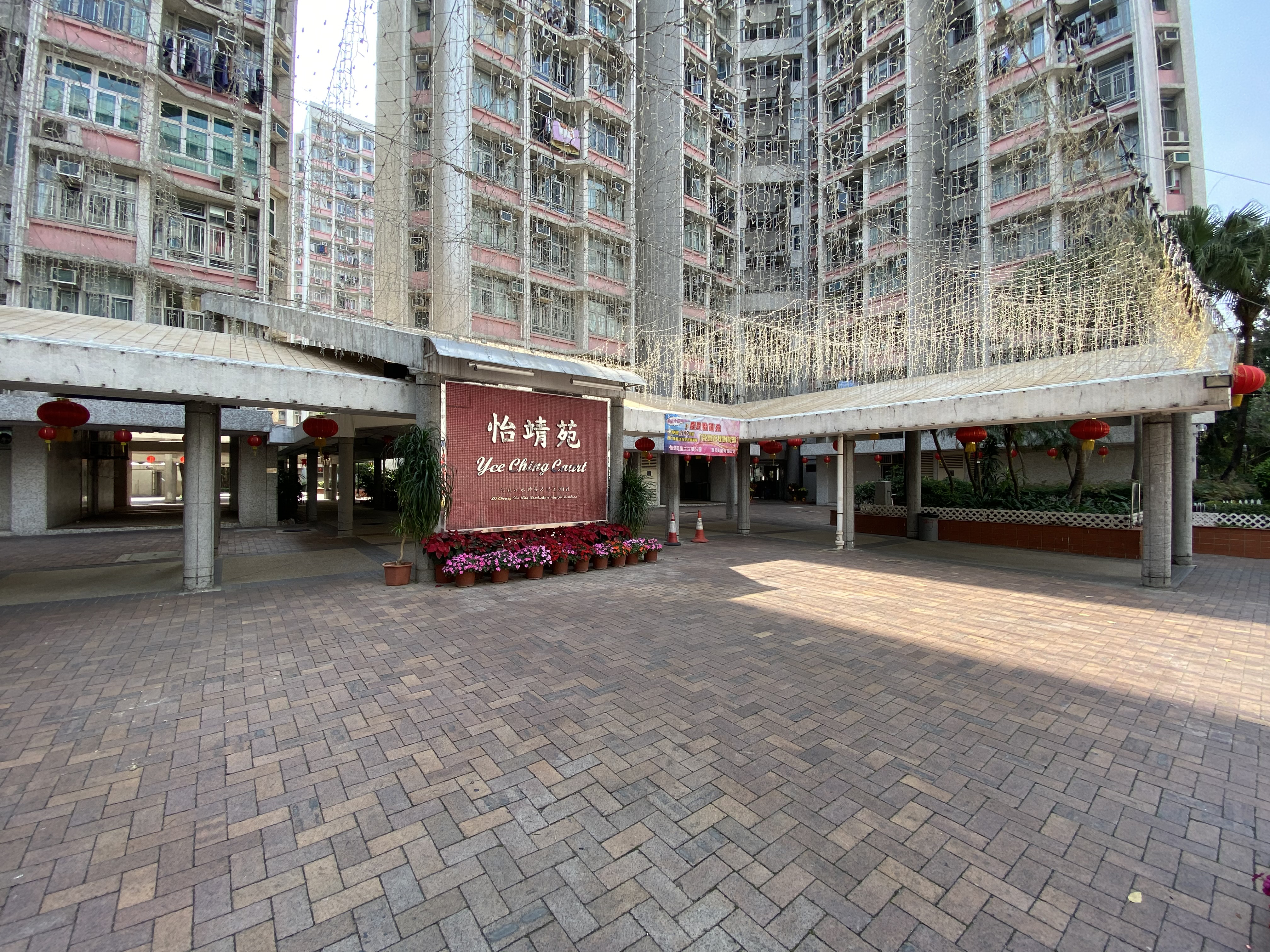
屋苑入口
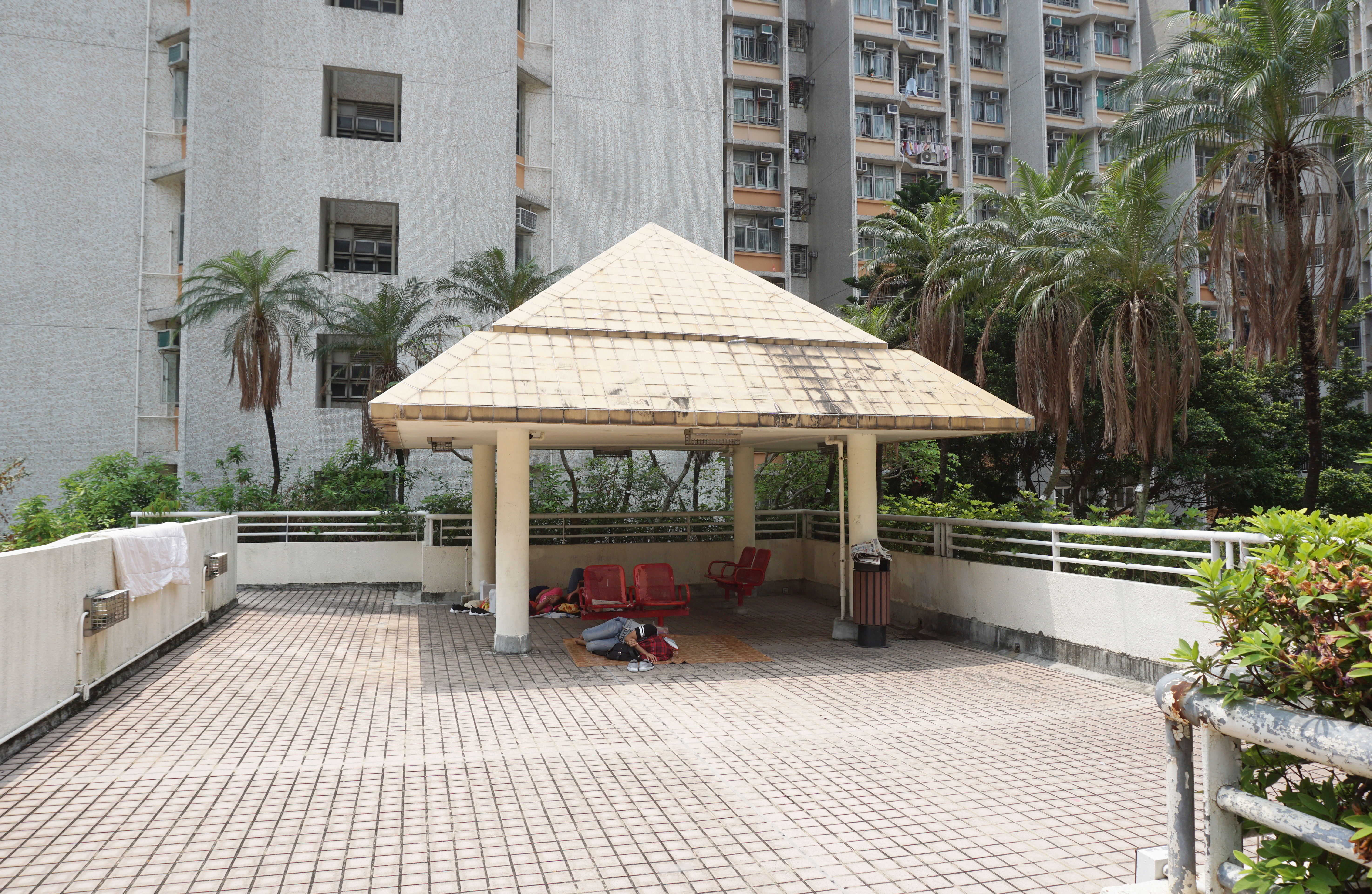
涼亭
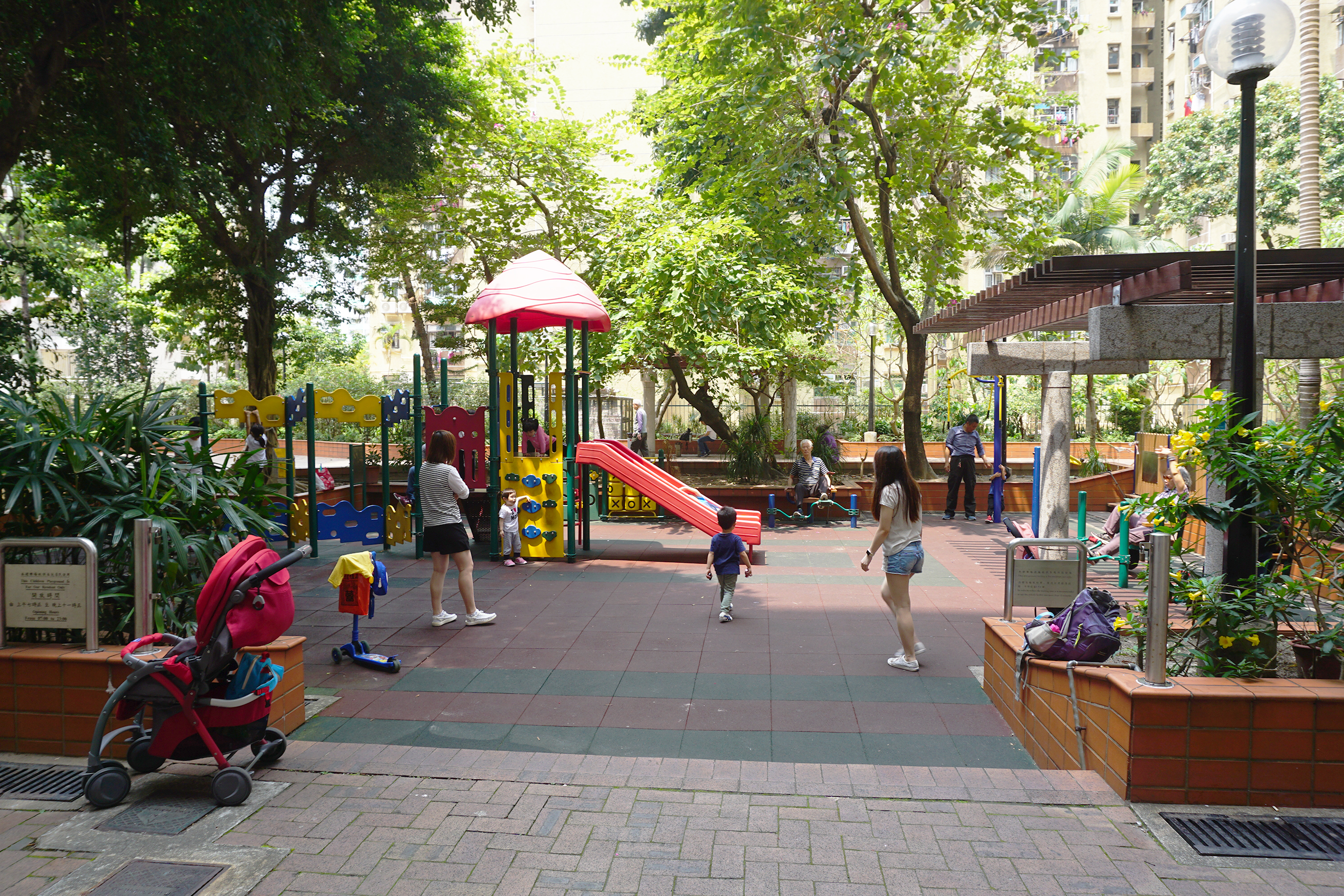
怡靖苑兒童遊樂場及健體區
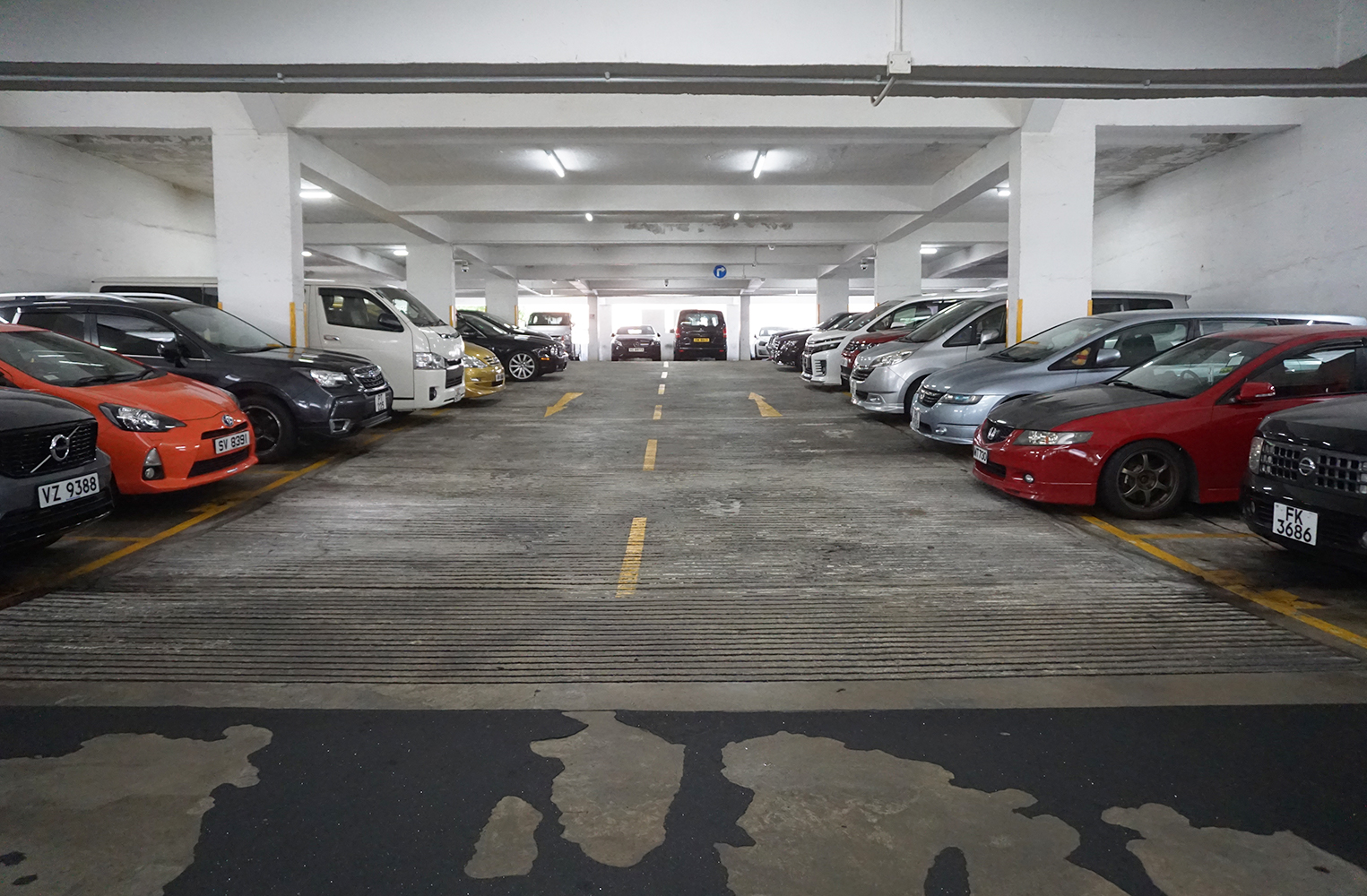
停車場

## 教育及福利設施

### 幼稚園
- 香港基督教女青年會宏恩幼稚園  （1993年創辦）（位於怡靖苑閒靜閣地下）

### 安老院
- 香港基督教女青年會雲華護理安老苑 （位於麗安邨麗廉樓及麗榮樓地下B及C翼及1字樓A至D翼）

## 所屬區議會
麗安邨、怡靖苑與毗鄰的麗閣邨以及怡閣苑都是同屬深水埗區議會下轄的麗閣選區。前任區議員為香港民主民生協進會成員李炯。

### 歷屆議員
| 選區名稱 | 屆別                 | 議員   | 政治聯繫      | 政治聯繫        | 議員                              | 政治聯繫                          | 政治聯繫                          |
| -------- | -------------------- | ------ | ------------- | --------------- | --------------------------------- | --------------------------------- | --------------------------------- |
| 長沙灣   | 1982年－1985年       | 黃平漢 |               | 無黨籍          | 定為單議席選區                    | 定為單議席選區                    | 定為單議席選區                    |
| 長沙灣   | 1985年－1988年       | 黃平漢 | 邱麗娥        | 無黨籍          |                                   | 無黨籍                            |                                   |
| 長沙灣   | 1988年－1991年       | 黃平漢 | 邱麗娥        | 無黨籍          |                                   | 無黨籍                            |                                   |
| 長沙灣   | 1991年－1994年       | 黃仲棋 |               | 民協            | 原長沙灣選區分拆出 寶麗及麗閣選區 | 原長沙灣選區分拆出 寶麗及麗閣選區 | 原長沙灣選區分拆出 寶麗及麗閣選區 |
| 麗閣     | 1994年－1999年       | 黃仲棋 | 民協 → 民主黨 |                 | 原長沙灣選區分拆出 寶麗及麗閣選區 | 原長沙灣選區分拆出 寶麗及麗閣選區 | 原長沙灣選區分拆出 寶麗及麗閣選區 |
| 麗閣     | 2000年－2003年       | 黃仲棋 |               | 民主黨          | 原長沙灣選區分拆出 寶麗及麗閣選區 | 原長沙灣選區分拆出 寶麗及麗閣選區 | 原長沙灣選區分拆出 寶麗及麗閣選區 |
| 麗閣     | 2003年               | 黎慧蘭 |               | 民協            | 原長沙灣選區分拆出 寶麗及麗閣選區 | 原長沙灣選區分拆出 寶麗及麗閣選區 | 原長沙灣選區分拆出 寶麗及麗閣選區 |
| 麗閣     | 2004年－2007年       | 馮檢基 |               | 民協            | 原長沙灣選區分拆出 寶麗及麗閣選區 | 原長沙灣選區分拆出 寶麗及麗閣選區 | 原長沙灣選區分拆出 寶麗及麗閣選區 |
| 麗閣     | 2008年－2011年       | 馮檢基 |               | 民協            | 原長沙灣選區分拆出 寶麗及麗閣選區 | 原長沙灣選區分拆出 寶麗及麗閣選區 | 原長沙灣選區分拆出 寶麗及麗閣選區 |
| 麗閣     | 2012年－2015年       | 馮檢基 |               | 民協            | 原長沙灣選區分拆出 寶麗及麗閣選區 | 原長沙灣選區分拆出 寶麗及麗閣選區 | 原長沙灣選區分拆出 寶麗及麗閣選區 |
| 麗閣     | 2016年－2019年       | 陳穎欣 |               | 工聯會 · 民建聯 | 原長沙灣選區分拆出 寶麗及麗閣選區 | 原長沙灣選區分拆出 寶麗及麗閣選區 | 原長沙灣選區分拆出 寶麗及麗閣選區 |
| 麗閣     | 2020年－2021年7月8日 | 李炯   |               | 民協            | 原長沙灣選區分拆出 寶麗及麗閣選區 | 原長沙灣選區分拆出 寶麗及麗閣選區 | 原長沙灣選區分拆出 寶麗及麗閣選區 |
| 麗閣     | 2021年7月9日－2023年 | 待補選 | 待補選        | 待補選          | 原長沙灣選區分拆出 寶麗及麗閣選區 | 原長沙灣選區分拆出 寶麗及麗閣選區 | 原長沙灣選區分拆出 寶麗及麗閣選區 |

## 附近地区
- 丽阁邨
- 西九龙中心
- 深水埗站
- 御匯
- 荔枝角道
- 桂林街
- 鸭寮街
- 深水埗電子特賣城
- 深水埗 (欽州街) 巴士總站
- 欽州街小販市場
- 深水埗警署
- 黃金電腦商場與高登電腦中心